# Biblioteca Nacional do Mali
A Biblioteca Nacional do Mali (em francês:  Bibliothèque Nationale du Mali) é uma biblioteca localizada em Bamaco, capital do Mali. É dependente da Biblioteca Nacional e Documentação do Governo maliano.
A biblioteca surgiu durante a era colonial francesa, e em 1960, após a independência, foi estabelecida como biblioteca nacional. Uma lei de 1984 estabelece os seus objetivos de preservação e difusão do conhecimento universal, contribuindo para a preservação e compreensão dos valores culturais do povo do Mali, bem como a promoção dos livros e leitura em todo o país. Abriga uma exposição bienal denominada "Rencontres de la Photographi2e, exposição dos melhores fotógrafos africanos do momento.